# Ligat ha'Al 2003-2004 (pallacanestro)
La Ligat ha'Al 2003-2004 è stata la 50ª edizione del massimo campionato israeliano di pallacanestro maschile. La vittoria finale è stata ad appannaggio del Maccabi Tel Aviv.

## Regular season
|  |     | Squadra               | G  | V  | P  | PF   | PS   | PF/PS | Pt | Qualificazione            |
|  | --- | --------------------- | -- | -- | -- | ---- | ---- | ----- | -- | ------------------------- |
|  | 1.  | Maccabi Tel Aviv      | 22 | 19 | 3  | 2071 | 1663 | +408  | 41 | playoffs                  |
|  | 2.  | Hapoel Tel Aviv       | 22 | 17 | 5  | 1892 | 1689 | +203  | 39 | playoffs                  |
|  | 3.  | Ironi Nahariya        | 22 | 16 | 6  | 1868 | 1775 | +93   | 38 | playoffs                  |
|  | 4.  | Bnei HaSharon         | 22 | 16 | 6  | 1861 | 1712 | +149  | 38 | playoffs                  |
|  | 5.  | Hapoel Gerusalemme    | 22 | 13 | 9  | 1900 | 1816 | +84   | 35 | playoffs                  |
|  | 6.  | Maccabi Giv'at Shmuel | 22 | 11 | 11 | 1683 | 1749 | -66   | 33 | playoffs                  |
|  | 7.  | Hapoel Galil Elyon    | 22 | 9  | 13 | 1860 | 1923 | -63   | 31 | playoffs                  |
|  | 8.  | Ramat HaSharon        | 22 | 8  | 14 | 1798 | 1882 | -84   | 30 | playoffs                  |
|  | 9.  | Elitzur Ashkelon      | 22 | 7  | 15 | 1758 | 1842 | -84   | 29 |                           |
|  | 10. | Maccabi Rishon LeZion | 22 | 7  | 15 | 1804 | 1918 | -114  | 29 |                           |
|  | 11. | Maccabi Haifa         | 22 | 7  | 15 | 1721 | 1823 | -102  | 29 |                           |
|  | 12. | Ironi Ramat Gan       | 22 | 1  | 21 | 1614 | 2038 | -424  | 22 | retrocessa in Liga Leumit |

## Playoffs

### Quarti di finale
| Squadra 1        | Tot. | Squadra 2          | Gara 1 | Gara 2 | Gara 3 | Gara 4 | Gara 5 |
| ---------------- | ---- | ------------------ | ------ | ------ | ------ | ------ | ------ |
| Maccabi Tel Aviv | 3-0  | Ramat HaSharon     | 121-68 | 121-93 | 124-85 |        |        |
| Bnei HaSharon    | 3-1  | H. Gerusalemme     | 76-63  | 79-82  | 88-81  | 98-82  |        |
| Hapoel Tel Aviv  | 3-0  | Hap. Galil Elyon   | 81-76  | 105-96 | 106-81 |        |        |
| Ironi Nahariya   | 3-1  | Mac. Giv'at Shmuel | 85-79  | 94-98  | 101-90 | 98-74  |        |

### Semifinali
|    | Squadra          | G | V | P | Pt | Qualificazione |
| -- | ---------------- | - | - | - | -- | -------------- |
| 1. | Maccabi Tel Aviv | 6 | 5 | 1 | 11 | finale         |
| 2. | Hapoel Tel Aviv  | 6 | 4 | 2 | 10 | finale         |
| 3. | Bnei HaSharon    | 6 | 2 | 4 | 8  |                |
| 4. | Ironi Nahariya   | 6 | 1 | 5 | 7  |                |

### Finale
|  | Finale |                  |                  |                  |     |     |     |  |
|  |        |                  |                  |                  |     |     |     |  |
|  | 1      | Maccabi Tel Aviv | Maccabi Tel Aviv | Maccabi Tel Aviv | 109 | 102 | 103 |  |
|  | 2      | Hapoel Tel Aviv  | Hapoel Tel Aviv  | Hapoel Tel Aviv  | 74  | 85  | 85  |  |